# Jacques Raynard
Jacques Raynard (* 11. Mai 1961 in Montpellier) ist ein französischer Rechtswissenschaftler.

## Leben
Raynard wurde 1961 in Montpellier geboren. Er studierte Rechtswissenschaften in Montpellier und schloss sein Studium 1983 ab. Er promovierte 1989 in Montpellier mit einer Arbeit zum Kollisionsrecht im Urheberrecht. 1991 erhielt er die agrégation für Privatrecht und Strafrecht. Im gleichen Jahr wurde er als Professor an die Universität Lyon berufen. Zwei Jahre später kehrte er nach Montpellier zurück.
Raynard Arbeitsschwerpunkt liegt im allgemeinen Zivilrecht, im Handelsrecht und im Recht des geistigen Eigentums. Er ist Lehrbeauftragter am Centre d’Etudes Internationales de la Propriété Industrielle der Université Robert Schuman, Straßburg. Raynard ist verheiratet und hat drei Kinder.

## Veröffentlichungen
- Technique contractuelle. (3. Aufl. 2005, mit Pierre Mousseron und Jean-Baptiste Seube)
- Manuel de Droit civil – Contrats spéciaux. (mit P.H. Antonmattéi, 4. Aufl. 2004)
- Manuel de Droit du commerce international. (mit JM. Mousseron, R. Fabre, J.L. Pierre, 3. Aufl. 2003)
- Grands arrêts du Droit des affaires. (Kapitel « Propriétés incorporelles », 2. Aufl. 1995, 2ème éd. 1995, hrsgg. von D. Vidal, J. Mestre und E. Putman).
- Manuel de Travaux dirigés de droit des Obligations. (mit P.H. Antonmattéi, 4. Aufl. 2003)
- Droit d'auteur et conflits de lois. Essai sur la nature juridique du droit d’auteur. (Dissertation 1990)

## Ehrungen
- Lauréat de l'Académie française (Prix Viard)
- 2005: Ehrendoktorwürde der Universität Heidelberg